# Florian-trekanten
Florian-trekanten er et fiktivt havområde i mangaen og animeen One Piece. Man skal krydse dette havområde for at nå Fiskemenneskenes Ø. Den er tydeligvis inspireret af Bermudatrekanten. Florian-trekanten er dækket i så tyk tåge, at al sollys blokeres. Ifølge Kokoro forsvinder mange sørøver- og handelsskibe på mystisk vis hvert år i dette hav, og nogle gange ser man skibe sejle rundt uden mennesker om bord. På grund af dette mysterium siges det, at der sejler mange spøgelsesskibe med lig rundt på dette hav.
I Thriller Bark-delen af historien tog Stråhattene til Florian-trekanten for at komme til Fiskemenneskenes Ø og opdagede, at Gecko Moria brugte Florian-trekanten til at fange ofre, som han ville overføre til sin zombiehær. Selv om Morias plan er skyld i mange af forsvindingsepisoderne i Florian-trekanten, begyndte skibe at forsvinde på mystisk vis, før Thriller Bark kastede sin skygge på denne del af havet for 10 år siden. Mysteriet tages op igen, da kaptajn Lola i tågen skimter et mystisk objekt/væsen, der er endnu større end Thriller Bark. I forhold til dette objekt/væsen er Thriller Bark lille bitte.